# Rully (Saona y Loira)
 Rully  es una población y comuna francesa, en la región de Borgoña, departamento de Saona y Loira, en el distrito de Chalon-sur-Saône y cantón de Chagny.

## Demografía
| 1237 | 1523 | 1538 | 1566 | 1635 | 1463 |
| Para los censos de 1962 a 1999 la población legal corresponde a la población sin duplicidades (Fuente: INSEE [Consultar]) |      |      |      |      |      |